# Dimitrios Skumbakis
Dimitrios Skumbakis, gr. Δημητρης Σκουμπακης (ur. 18 grudnia 1998 w Chanii) – grecki piłkarz wodny grający na pozycji środkowego obrońcy, reprezentant Grecji, wicemistrz olimpijski z Tokio 2020, mistrz świata juniorów.

## Udział w zawodach międzynarodowych
Od 2017 reprezentuje Grecję na zawodach międzynarodowych. Z reprezentacją uzyskał następujące wyniki:
| Rok  | Impreza                                | Miejsce   | Pozycja    |      |                                                 |         |            |
| ---- | -------------------------------------- | --------- | ---------- | ---- | ----------------------------------------------- | ------- | ---------- |
| Rok  | Impreza                                | Miejsce   | Pozycja    | 2017 | Mistrzostwa Świata Juniorów w Piłce Wodnej 2017 | Belgrad | 1. miejsce |
| 2018 | Mistrzostwa Europy w Piłce Wodnej 2018 | Barcelona | 5. miejsce |      |                                                 |         |            |
| 2019 | Mistrzostwa Świata w Pływaniu 2019     | Gwangju   | 7. miejsce |      |                                                 |         |            |
| 2020 | Mistrzostwa Europy w Piłce Wodnej 2020 | Budapeszt | 7. miejsce |      |                                                 |         |            |
| 2021 | Letnie Igrzyska Olimpijskie 2020       | Tokio     | 2. miejsce |      |                                                 |         |            |